# Back to Basics (Anvil)
Back to Basics è il dodicesimo album in studio del gruppo musicale heavy metal canadese Anvil, pubblicato nel 2004.

## Tracce
1. Fuel for the Fire – 4:03
2. Keep It Up – 3:49
3. Song of Pain – 5:53
4. You Get What You Pay For – 3:49
5. Chainsaw – 5:40
6. Can't Catch Me – 3:33
7. Go Away – 3:55
8. Bottom Feeder – 3:03
9. Cruel World – 5:58
10. Fast Driver – 3:51